# Осана
Осана (арам. ܐܘܫܥܢܐ; срп. спаси) је свечани молитвени узвик (кратка молитва) у Библији.

## Стари завет
Грчки превод израза Осана налази се у 117. псалму: „ω κυριε, σωσον δη” („Господе, спаси!”).
Јевреји то узвикују током молитвене захвалности. На крају јесењег празника Сукота, по редоследу ових дана, молитва за кишу у земљи Израеловој – „Хошана раба” (Велика молитва), која се укључује у Сидур и изговара се седмог дана празника Сукота.

## Нови завет
У Новом завету се израз Осана налази када се описује улазак Господњи у Јерусалим.
Израз Осана укључен је у Песму Санктус, која је део евхаристијске молитве скоро свих древних литургија, како западних тако и источних нарочито у Руској православној цркви у певању „Милост света”, које се пева у хору на литургији верних: Осана во вишњи.
Израз во вишњи сеже до хебрејског израза „беромим”, преведено као „у највише” или „у висинама”) који се налази у Старом завету. Овај израз, према истраживачу и тумачу Библије А. П. Лопухин, значи да је ускличник упућен Богу који живи највише – за разлику од самог узвика Осана, који је био нешто као поздрав. Дакле, Осана во вишњи је захтев за спасење упућен Господу.